# Huaranchal (distrito)
Huaranchal é um distrito do Peru, departamento de La Libertad, localizada na província de Otuzco.

## Transporte
O distrito de Huaranchal é servido pela seguinte rodovia:
- LI-111, que liga o distrito de Charatà cidade de Cascas
- LI-113, que liga o distrito à cidade de Charat[1][2][3]